# Malenice
Malenice är en ort i Tjeckien.   Den ligger i regionen Södra Böhmen, i den sydvästra delen av landet, 110 km söder om huvudstaden Prag. Malenice ligger 483 meter över havet och antalet invånare är 631.
Terrängen runt Malenice är kuperad åt sydväst, men åt nordost är den platt. Malenice ligger nere i en dal. Runt Malenice är det ganska tätbefolkat, med 65 invånare per kvadratkilometer. Närmaste större samhälle är Strakonice, 15,1 km norr om Malenice. I omgivningarna runt Malenice växer i huvudsak blandskog.